# تشارلز أوكونور
تشارلز أوكونور (بالإنجليزية: Charles O'Connor)‏ هو محامٍ وسياسي أمريكي، ولد في 26 أكتوبر 1878 في الولايات المتحدة، وتوفي في 15 نوفمبر 1940 بدنفر في الولايات المتحدة بسبب ذات الرئة. حزبياً، نشط في الحزب الجمهوري. انتخب عضو مجلس النواب الأمريكي.